# Ivo Josipović
Ivo Josipović (Zagreb, 28 de agosto de 1957) é um político, professor universitário, músico e compositor croata. Filiado ao Partido Social-Democrata (SDP), foi Presidente da Croácia de 2010 até 2015.

## Vida
Josipović entrou na política como membro da Liga dos Comunistas da Iugoslávia (SKJ) e desempenhou um papel fundamental na transformação democrática da Liga dos Comunistas da Croácia (SKH) no Partido Social Democrata (SDP), como autor de seu primeiro estatuto. Ele deixou a política em 1994, mas voltou em 2003, ganhando uma cadeira no parlamento croata concorrendo como candidato independente na lista do partido SDP. Foi reeleito para o parlamento como membro do SDP em 2007. Além da política, Josipović também trabalhou como professor universitário, especialista jurídico, músico e compositor.
Após o fim de seu primeiro mandato no parlamento em janeiro de 2008, ele concorreu nas eleições presidenciais de 2009-2010 como o candidato dos social-democratas, partido ao qual ele voltou a aderir em janeiro de 2008. No primeiro turno, ele superou onze rivais com 32,4% dos votos e entrou no segundo turno com o candidato populista conservador independente e prefeito de Zagreb, Milan Bandić, que recebeu 14,8% dos votos. Josipović venceu a eleição com 60,26% dos votos no segundo turno.
Sua campanha foi intitulada "Nova pravednost" (Nova Justiça), apelando a um novo quadro jurídico para lidar com a injustiça social profunda, a corrupção e o crime organizado. Isso incluiu a proteção dos direitos individuais e a promoção de valores fundamentais como igualdade, direitos humanos, direitos LGBT, justiça, diligência, empatia social e criatividade. Josipović foi inaugurado em 18 de fevereiro de 2010, na Praça de São Marcos em Zagreb. Seu mandato começou oficialmente à meia-noite de 19 de fevereiro.
Josipović buscou a reeleição na eleição presidencial de 2014-15, realizada em 28 de dezembro de 2014. Recebeu 38,46% dos votos no primeiro turno, terminando à frente da candidata conservadora do HDZ, Kolinda Grabar-Kitarović. No segundo turno, em 11 de janeiro de 2015, Josipović perdeu por uma pequena margem de cerca de 32 500 votos, ganhando 49,3% dos votos contra 50,7% de Grabar-Kitarović. Ele é o primeiro presidente da Croácia a não ser reeleito para um segundo mandato.